# Pratilia
Il Pratilia Shopping Center è stato uno dei primi centri commerciali multipiano realizzati in Italia, a Prato, era ubicato in via Fiorentina 1, tra la declassata (viale Leonardo da Vinci) e via Franklin nella frazione di Grignano.

## Storia
La società costruttrice e promotrice Etruria 2000 s.p.a di Napoli, con il coordinamento tecnico Invim di Roma, dopo una massiccia campagna pubblicitaria in tutta la città, composta da: cartelloni mobili, adesivi, pubblicità sui giornali e una campagna radiofonica con il motivetto "Pratilia lo shopping center, dov'è più bello spendere", innaugurò il Pratilia Shopping Center il 16 marzo 1978 in ritardo rispetto alla data originale di apertura fissata per il febbraio 1977.
Il Pratilia Shopping Center fece subito parlare di sé per essere il primo centro commerciale della Toscana, per la forma avveniristica e moderna che lo caratterizzava e soprattutto per il parcheggio sotterraneo, un'innovazione assoluta nell'Italia del tempo, che inizialmente era a pagamento tramite due piccoli sportelli cassa posti alla sinistra dell'entrata sotterranea (in seguito ad alcune polemiche fu reso completamente gratuito), era presente inoltre un parcheggio gratuito al piano terra che circondava tutta la struttura per un totale di 900 posti auto, lo stesso era dotato di un ascensore, esterno al centro commerciale che collegava i due piani del parcheggio.
Un'altra nota di curiosità fu l'uso di inglesismi, assolutamente inediti nell'Italia dell'epoca (ad esempio parking, shopping center, fast food, ecc.), che destavano curiosità negli avventori del centro, donandogli un'atmosfera internazionale e innovativa anche grazie ai ripetitori e antenne paraboliche modernissime presenti sul tetto. 
L'area commerciale era disposta su quattro piani: interrato, piano terra, primo piano e secondo piano, tutti collegati mediante scale mobili, ascensori e scale pedonali, persino all'interno dei negozi più grandi.
All'interno dell'area commerciale si trovavano: un supermercato Superal (che inizialmente si chiamava "Più Toscana" e venne inaugurato il 16 marzo 1978), i grandi magazzini Standa, un negozio di animali, vari negozi di abbigliamento e calzature, una copisteria, un'erboristeria, una profumeria, diverse attività di ristorazione e altre attività varie.
L'area sportiva era situata al terzo e quarto piano della struttura ed era raggiungibile solo tramite una scala e un ascensore dedicato che era accessibile solo dal piano terra e dal secondo piano. Essa comprendeva una piscina olimpionica, un bar a servizio della piscina, due campi da tennis in terra rossa e una palestra.
L'area servizi era disposta in varie aree del centro e comprendeva una serie di servizi per lo svago e il tempo libero. Essa comprendeva:
- una famosa discoteca, il Joy-Joy (rinominata in seguito Pacha in omaggio al noto locale di Ibiza), situata nel piano sotterraneo dell'area residenziale e accessibile da un ingresso esterno posto su via Franklin
- un ufficio postale accessibile solo dall'esterno su via Franklin, angolo via Fiorentina
- la sede di Metronotte, un servizio di guardie giurate, che vigilarono sulla struttura fino alla sua chiusura situato nella galleria commerciale al piano terra
- varie attività di ristorazione
- una sala giochi
- gli studi televisivi di TVR Teleitalia situati al secondo piano della zona commerciale
- una scuola di estetica, posta su via Franklin con accesso diretto dall'esterno
- una postazione radiofonica (radio Pratilia) posta tra le scale mobili tra il piano terra e l'interrato.

L'area residenziale era disposta a sud del centro ed è ancora esistente, fu completamente restaurata nel 2002. La stessa è composta da miniappartamenti che inizialmente erano denominati "Residence Pratilia".
L'area alberghiera era disposta a est, lato parcheggi, ed era dotata di un ingresso indipendente dall'esterno, un grande centro congressi e delle sale, presumibilmente dedicate alla ristorazione e reception. Purtroppo tutto il complesso rimase incompiuto e l'hotel non fu mai aperto né rifinito internamente.
L'area carico e scarico era caratterizzata da un tunnel al piano sotterraneo, con ingresso tramite una rampa da via Fiorentina e l'uscita sul lato est del complesso commerciale. Questa area era dedicata prevalentemente allo scarico merci del supermercato, della Standa e del negozio Stefan. Nel tunnel si trovavano anche gli accessi ad i locali tecnici situati sotto la terrazza dell'ingresso sud est e alcune uscite di sicurezza.
Sin dal giorno dell'inaugurazione Pratilia suscitò perplessità e fece discutere per il tipo di struttura estremamente avveniristica, che non fu subito compresa dall'utenza dell'epoca e per il sospetto che potesse sottrarre clientela ai negozi storici del centro, già radicati profondamente nel tessuto sociale pratese che godevano di una clientela affezionata. Molte aree del centro non funzionarono mai a pieno regime, tra cui il già citato hotel posto a est, mai terminato, a differenza dell'area residenziale tutt'oggi esistente su via Franklin, così come molti spazi interni in particolar modo posti al primo e secondo piano dell'area commerciale.
Un primo nefasto presagio su quello che sarebbe stato il futuro di Pratilia fu il crollo di una parte dell'intonaco, cui seguì l'aprirsi di numerose crepe che destarono preoccupazione. Tempestivamente iniziarono a correre voci di una pessima qualità dei materiali di costruzione, una pessima realizzazione dell'immobile e di una presunta infiltrazione mafiosa. Gli ambienti interni, nonostante seguissero la moda del tempo, presentavano diverse problematiche: i pavimenti in linoleum nero e l'illuminazione al neon, incassata in controsoffitti a celle colorati in base al piano, rendevano l'ambiente tetro e scuro anche per l'assenza di finestre, uno scarso ricambio dell'aria.

### La crisi
A causa dei già citati problemi; dell'obsolescenza della struttura, mai adeguata al cambiamento dei tempi e alle esigenze del pubblico; la totale assenza di manutenzione e di iniziative volte ad attirare clientela a cui si aggiunsero voci riguardo ai prezzi degli affitti alle stelle (gestiti dalla stessa società che amministrava il centro commerciale, la Etruria 2000 spa), molti negozi furono costretti a chiudere o a trasferirsi altrove. A metà degli anni novanta, oltre 50 negozi avevano cessato l'attività e alla fine del decennio chiusero per bancarotta anche quelli più importanti, tra cui i supermercati Standa. 
Pratilia stava già avviandosi verso la fine.
Negli ultimi anni il parcheggio sotterraneo risultava buio e malfrequentato, soprattutto a ridosso delle numerose uscite di emergenza usate come rifugio da senzatetto e tossicodipendenti. Verso la fine degli anni 90, fu interdetto il parcheggio al piano terra, gravemente lesionato nelle strutture portanti, poi fu chiuso anche al piano sotterraneo in quanto a forte rischio di crollo; dunque fu mantenuto solo quello adiacente alla struttura, più che sufficiente a coprire l'ormai scarso fabbisogno del centro. Verso gli anni 2000 venne interdetta l'entrata sud est e la relativa terrazza posta di fronte all' ingresso per il grave pericolo di crollo dei balconcini posti tra l'area residence e l'area hotel che vennero abbattuti poco dopo.
A dare il colpo di grazia fu l'apertura, nella primavera del 1997, del centro commerciale I gigli, situato a Campi Bisenzio, all'epoca il centro commerciale più grande d'italia: con ipermercato, 120 negozi, megastore, ristoranti, fast food, parcheggio con 6000 posti auto ecc. in un ambiente molto più grande e moderno.

### Il fallimento e la demolizione
Il centro commerciale Pratilia era sull'orlo del fallimento, nonostante i numerosi tentativi di salvarlo dalla bancarotta. Nel 2001 vi erano rimasti solo tre negozi (il negozio di animali, Superal e Pratilia Arreda), cosicché diverse zone dell'edificio e addirittura interi piani rimasero totalmente vuoti, bui e presi di mira da vandali, essendo praticamente accessibili da qualsiasi scala o ascensore. Alla fine del 2003, Pratilia fu ufficialmente dichiarato fallito e vi furono apposti sigilli poiché l'edificio era diventato pericolante.
Per molti anni, dentro e nei pressi del complesso, fu presente una situazione di estremo degrado: molti senza tetto e assuntori di sostanze stupefacenti si appropriarono degli spazi interni di Pratilia; i parcheggi alla fine di via Franklin e il perimetro del centro si erano trasformate in discariche di rifiuti. Tutto culminò con l'omicidio di un uomo di cittadinanza marocchina, Abdel Kebir, rinvenuto dopo alcuni giorni sul suolo del parcheggio del piano terra, vicino a una bocca di aerazione del parcheggio sotterraneo.
Dopo tanti anni di trattative, nel giugno 2011 il sindaco di Prato Roberto Cenni approvò il progetto di Esselunga, che prevedeva la demolizione del vecchio centro commerciale e la realizzazione di un nuovo avveniristico impianto con tanti negozi e un mega supermercato che si affaccia sulla declassata. Nel maggio del 2012 iniziarono i lavori di demolizione, che si conclusero nei primi mesi del 2013. 
Il 2 luglio 2014 fu aperto il nuovo Superstore Esselunga, sorto appena di fronte all'area dell'ormai demolito Pratilia, sulla quale è sorto il parcheggio del nuovo polo commerciale. Al suo interno, al primo piano, è presente una mostra fotografica composta da articoli di giornale che riportano la situazione di altissimo degrado della vecchia struttura, nel più totale abbandono, e immagini a essa relative.

## Aspetti vari
- Era presente una segnaletica interna per le varie aree del centro, caratterizzata da una famigliola stilizzata che seguiva le frecce colorate precedute dal luogo di destinazione e ogni oggetto di arredo del centro, come cestini e altro, era personalizzato con il logo del polo commerciale.
- Il soffitto dei corridoi era dotato di un controsoffitto del tipo "a celle", lo stesso era colorato differentemente in base al piano: piano interrato verde, piano terra giallo, primo piano azzurro, secondo piano rosa; anche le particolari frecce indicatrici, poste nei nodi principali di transito del centro e affiancate dalla lista dei negozi presenti, erano colorate allo stesso modo.
- Era presente una postazione radiofonica, posta al centro delle scale mobili, che riportava la scritta "Radio Pratilia", probabilmente a servizio della filodiffusione interna.
- La proprietà del centro cercò di creare un luogo d'aggregazione giovanile tramite spot e manifesti indicanti "Incontriamoci a Pratilia", riuscendo pienamente nel suo intento poiché quest'usanza rimase tra gli abitanti fino al giorno della demolizione del centro, pur essendo questo ormai chiuso da tempo.
- Il centro fu dotato dei più moderni impianti di sicurezza per l'epoca, infatti erano presenti un elevato numero di uscite di sicurezza con apertura a spinta di colore rosso e alcune dotate di maniglioni antipanico, novità assoluta in Italia per l'epoca e ancora non prevista dalla normativa vigente, nonché un capillare impianto sprinkler, anch'esso rarissimo ai tempi, segno di una certa attenzione all'innovazione.
- I grandi riquadri marroni presenti sulle facciate esterne, elemento architettonico simbolo di questo centro commerciale, si presume fossero in origine enormi finestroni-vetrina, che nelle intenzioni iniziali dovevano conferire un'illuminazione naturale all'interno del centro ma che, per ragioni imprecisate, furono murati internamente e ricoperti esternamente da pannelli di lamierato marrone, che conferivano il particolare aspetto allo stabile. Durante l'abbattimento del centro è emerso come le vetrate fossero ancora presenti sotto le lamiere.[9] Verosimilmente questo fu uno dei tanti gravi errori che contribuì al fallimento del centro, poiché internamente risultava buio e soffocante.
- All'interno del centro venivano organizzati eventi in aree espositive dedicate: mostre d'arte, convegni, mostre dell'antiquariato, sfilate di moda e la famosa, a livello nazionale, mostra mercato del fumetto, gli spazi venivano dati in affitto dalla società Etruria 2000 S.p.A., proprietaria del centro.
- Tutti gli impianti di ascensori e scale mobili furono realizzati dalla ditta F.I.A.M. di Milano.

## Pratilia nei media
Nel 1977 parte delle scene del film Berlinguer ti voglio bene con Roberto Benigni furono girate a Pratilia, mentre era in costruzione. In particolare, la scena nel cantiere edile è stata girata sul tetto del centro commerciale.
Nel 1979 alcune scene del film L'insegnante balla... con tutta la classe sono state girate nella discoteca Joy-Joy (poi Pacha) di Pratilia; in particolare, nelle scene della gara da ballo, si notano manifesti posti dietro al dj che riportano pubblicità di Pratilia e nella scena esterna alla discoteca si apprezza l'ingresso al parcheggio con relativi loghi Pratilia. 
Nel 1979 venne realizzato un episodio di Carosello, a fini pubblicitari, che raffigurava due simpatici corsari che approdavano a Pratilia come se fosse l'isola del tesoro.